# Oxymycterus amazonicus
Oxymycterus amazonicus é uma espécie de roedor da família Cricetidae. Endêmica do Brasil, onde pode ser encontrada na bacia amazônica, ao suo do rio Amazonas, entre os rios Madeira e Tocantins.